# Pseudoscabiosa limonifolia
La vedovina trapanese (Pseudoscabiosa limonifolia (Vahl) Devesa, 1984) è una pianta rupestre della famiglia Caprifoliaceae, endemica della Sicilia occidentale e delle isole Egadi.

## Descrizione
Portamentopiccolo arbusto
Cortecciagrigia e fessurata.
Foglieintera verde scuro, opaca e coriacea.

## Distribuzione e habitat
Specie rupestre mediterranea presente in Sicilia occidentale e alle isole Egadi.
Cresce su rupi calcaree esposte a nord intorno ai 400 metri di quota.